# Bryobium pudicum
Bryobium pudicum là một loài thực vật có hoa trong họ Lan. Loài này được (Ridl.) Y.P.Ng & P.J.Cribb mô tả khoa học đầu tiên năm 2005.